# Iman-Burluk
L’Iman-Burluk (« Basse Burluk ») est une rivière du nord du Kazakhstan, affluent en rive droite de l'Ichim (bassin de l’Ob). Point névralgique du système de gestion des crues Ishimsky de la République du Kazakhstan, cette rivière est aussi appelée la Basse-Burluk, par opposition à la Haute-Burluk (Akan Burluk).

## Hydrographie
La Basse-Burluk prend sa source à l'ouest des monts de Kokchetaou, au lac de Baïsarov encaissé entre les montagnes et la région d’Aiyrtau. Par suite des divagations du lit mineur, la rivière sourd parfois du mont Smeika situé à 15 km au sud-sud-est. Dans son cours supérieur, la rivière traverse le lac d’Imantau, et sa direction générale d'écoulement est du sud-est au nord-ouest. Elle se jette dans l’Ichim en rive droite du réservoir de Sergeevskie.
Le régime de la rivière, inter-saisonnier ou inter-annuel, est très irrégulier : le débit peut varier d'un facteur dix, voire d'un facteur cent, ce qui complique grandement l'utilisation économique des ressources de la rivière.

## Source
- (ru) Cet article est partiellement ou en totalité issu de l’article de Wikipédia en russe intitulé « Иман-Бурлук » (voir la liste des auteurs).